# Мечеть Демирбулагская
Мечеть Демирбулагская или мечеть Хаджи Имама Верди (азерб. Dəmirbulaq məscidi, арм. Դեմիրբուլաղի մզկիթ) — шиитская мечеть в Ереване, существовавшая на территории бывшего квартала Демирбулаг.

## История
В начале XX века в Демирбулагском квартале Еревана были зарегистрированы три мечети: мечеть Гаджи-Новруз-Али-бека, мечеть Гаджи-Джафар-бека и мечеть Демирбулагская. Так как Демирбулагская мечеть располагалась недалеко от моста через реку Гетар, её также называли мечетью Кёрпюгулагы (в переводе с азербайджанского "Кёрпю" - "мост").
Мечеть отмечена на карте "План Эривани" 1856 года под именем "Кёрпугулагская".
Согласно карте Бориса Меграбяна 1911 года, эта мечеть располагалась недалеко от чёрного рынка, предположительно перед нынешним кинотеатром «Россия».
Мечеть как минимум действовала до 1954 года, о чем свидетельствует письмо-соболезнование Фараджева, председателя правления Демирбулагской мечети, в Эчмиадзин, в связи с кончиной католикоса Геворга VI. Была снесена в 1958 году при проведении строительных работ.
После сноса Демибулагской мечети в 1950-х годах и до конца 1980-х годов единственной мечетью на территории бывшего Демирбулагского квартала и единственной действующей мечетью во всем Ереване была мечеть Гаджи-Джафар-бека. В связи с этим в ряде официальных документов 1980-х годов мечеть Гаджи-Джафар-бека стала упоминаться как мечеть "Демир-Булаг".